# Brendan Eich
Brendan Eich (ur. 4 lipca 1961 w Pittsburgh) – amerykański haker i programista. Pracownik MicroUnity Systems Engineering od 1985 roku, od 1988 r. Silicon Graphics, następnie od kwietnia 1995 r. Netscape Communications Corporation, a od 2003 r. do 2014 r. w Fundacji Mozilla. Twórca popularnego skryptowego języka programowania JavaScript (grudzień 1995), używanego na wielu stronach WWW, oraz główny projektant Mozilli Suite.
Od 2015 roku jest prezesem Brave Software.